# Franz Reichleitner

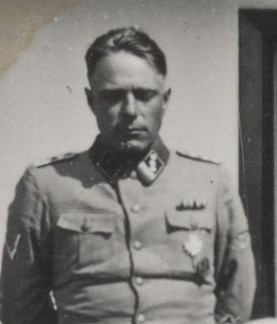
Franz Reichleitner (1942 / 1943)

Franz Karl Reichleitner (* 2. Dezember 1906 in Ried im Traunkreis, Österreich; † 3. Jänner 1944 bei Rijeka, Istrien) war ein österreichischer Kriminalpolizist und SS-Führer. Reichleitner war während der Aktion T4 in der NS-Tötungsanstalt Hartheim eingesetzt und später im Rahmen der Aktion Reinhard Kommandant im Vernichtungslager Sobibor.

## Leben
Reichleitner war bei der Kriminalpolizei im Rang eines Kriminalsekretärs tätig und nach dem Anschluss Österreichs im März 1938 bei der Gestapo in Linz eingesetzt. Bereits hier lernte Reichleitner Franz Stangl, den späteren Kommandanten der Vernichtungslager Sobibor und Treblinka kennen.
Reichleitner war Mitglied der SS (SS-Nummer 357.065) und trat zum 1. Mai 1938 der NSDAP bei (Mitgliedsnummer 6.369.213). In der SS stieg Reichleitner bis zum SS-Hauptsturmführer auf.
Im Rahmen der „Aktion T4“, der Tötung von Geisteskranken und Behinderten, wurde Reichleitner im Frühjahr 1940 in der Verwaltung der NS-Tötungsanstalt Hartheim bei Linz eingesetzt. Im November 1940 wurde sein Polizeikollege Franz Stangl ebenfalls nach Hartheim versetzt, mit dem er sich ein Zimmer teilte.
Nach der Ernennung von Christian Wirth zum Inspekteur aller „Euthanasie“-Anstalten wurde Stangl dessen Nachfolger als Büroleiter in Hartheim und Reichleitner sein Stellvertreter. Da zu den Aufgaben des Büroleiters neben der Tätigkeit als Vorstand des Sonderstandesamtes, der Führung des Sterbebuches, der Abwicklung des Schriftverkehrs usw. auch ortspolizeiliche Angelegenheiten gehörten, wurden für diese Funktion in erster Linie Polizeibeamte verwendet.
Reichleitner heiratete Anna Baumgartner aus Steyr, eine Freundin von Stangls Frau Theresa.
Im Mai 1942 wurde Stangl Kommandant des Vernichtungslagers Sobibor. Als er im September 1942 das Vernichtungslager Treblinka übernahm, folgte ihm Reichleitner als neuer Kommandant von Sobibor.
Nach dem Aufstand von Sobibór am 14. Oktober 1943 und dem Abschluss der „Aktion Reinhard“ wurde er mit dem Großteil des bei dieser Aktion verwendeten Personals, unter dem sich auch sein Freund Stangl befand, nach Oberitalien zur „Partisanenbekämpfung“ abkommandiert. Bereits zum 13. September 1943 war der Leiter der Aktion Reinhard, Odilo Globocnik, zum Höheren SS- und Polizeiführer „Adriatisches Küstenland“ ernannt worden, der die ihm bekannten Männer hier für die „Aktion R“, also der Partisanenbekämpfung und Vernichtung der dort lebenden Juden, einsetzte.
Am 3. Jänner 1944 wurde Reichleitner nahe Fiume (heute Rijeka) von Partisanen erschossen. Nach dem Krieg wurden er sowie Christian Wirth und Gottfried Schwarz, der Stellvertreter Wirths im Vernichtungslager Belzec, auf dem deutschen Soldatenfriedhof Costermano in der Provinz Verona bestattet. Aufgrund einer Weigerung des deutschen Generalkonsuls Manfred Steinkühler vor dem Volkstrauertag 1988, den ca. 22.000 dort begrabenen deutschen Soldaten die Ehre zu erweisen, wenn nicht die Gebeine der drei genannten SS-Leute aus dem Friedhof entfernt würden, wurden als Kompromiss die Namen der drei SS-Leute aus dem „Ehrenbuch“ des Friedhofs getilgt und ihre Dienstgrade auf den Grabsteinen entfernt.